# Archeologische plaatsen Bat, Al-Khutm en Al-Ayn
De Archeologische plaatsen van Bat, Al-Khutm en Al-Ayn (Frans: Sites archéologiques de Bat, Al-Khutm et Al-Ayn; Engels: Archaeological Sites of Bat, Al-Khutm and Al-Ayn) is de naam van een werelderfgoed in het district Ibri, gouvernement Az Zahirah in Oman. 
De protohistorische plaats Bat vormt samen met de naburige naburige sites Al-Khutm en Al-Ayn de meest complete verzameling van nederzettingen en necropolen uit het 3e millennium voor Christus. 
In 1988 werden deze locaties op de werelderfgoedlijst geplaatst.

## Externe link

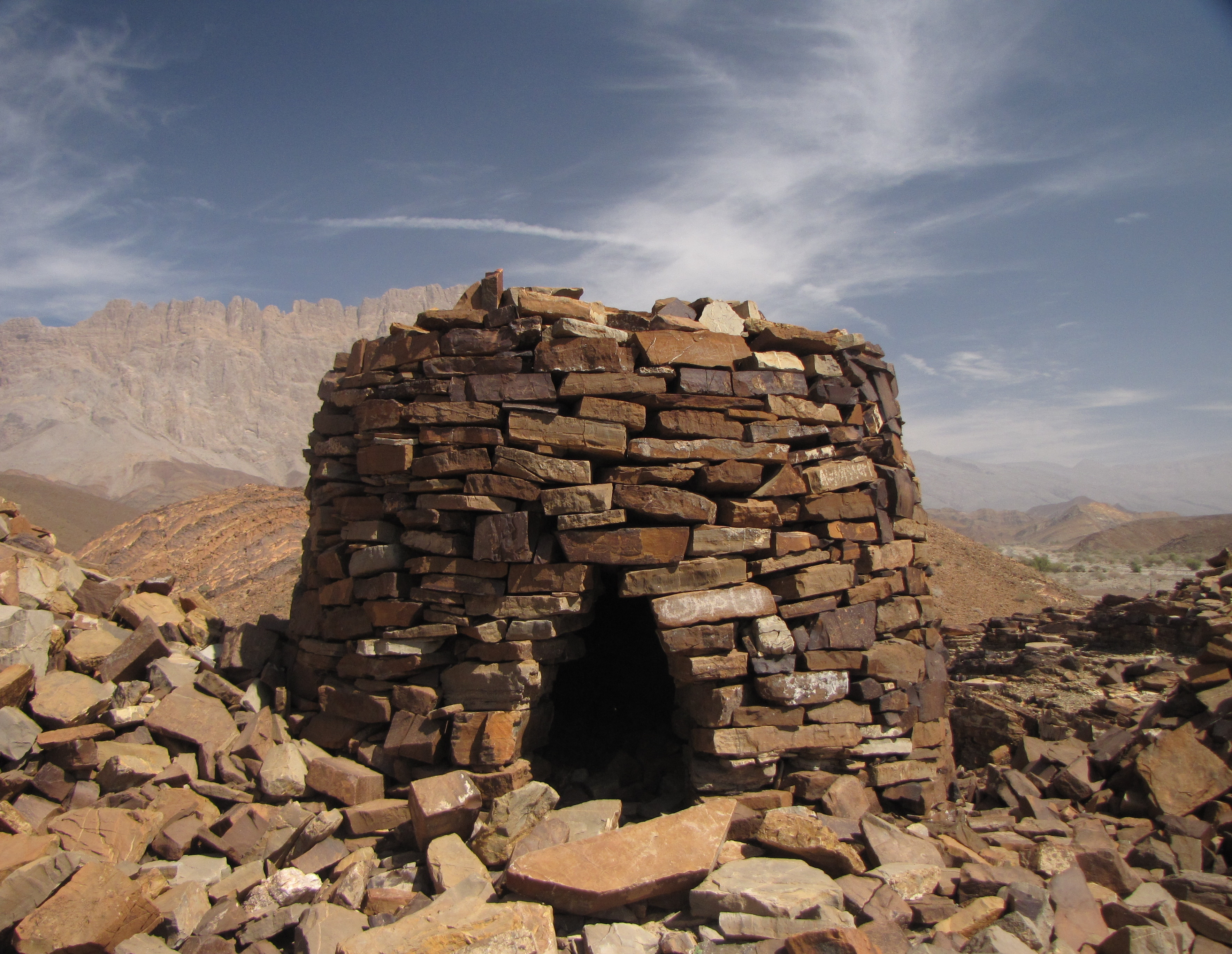
Graf
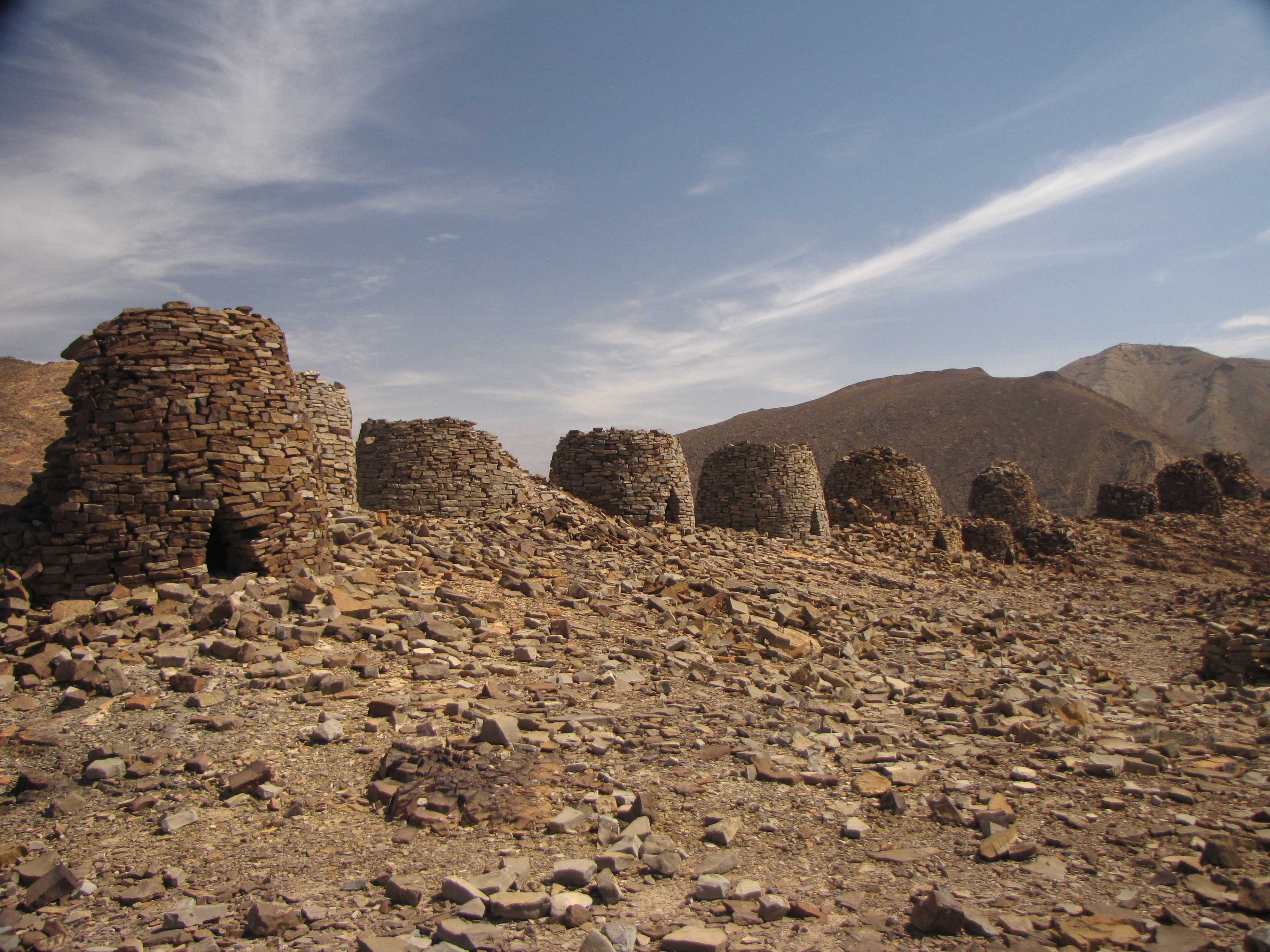
Graven
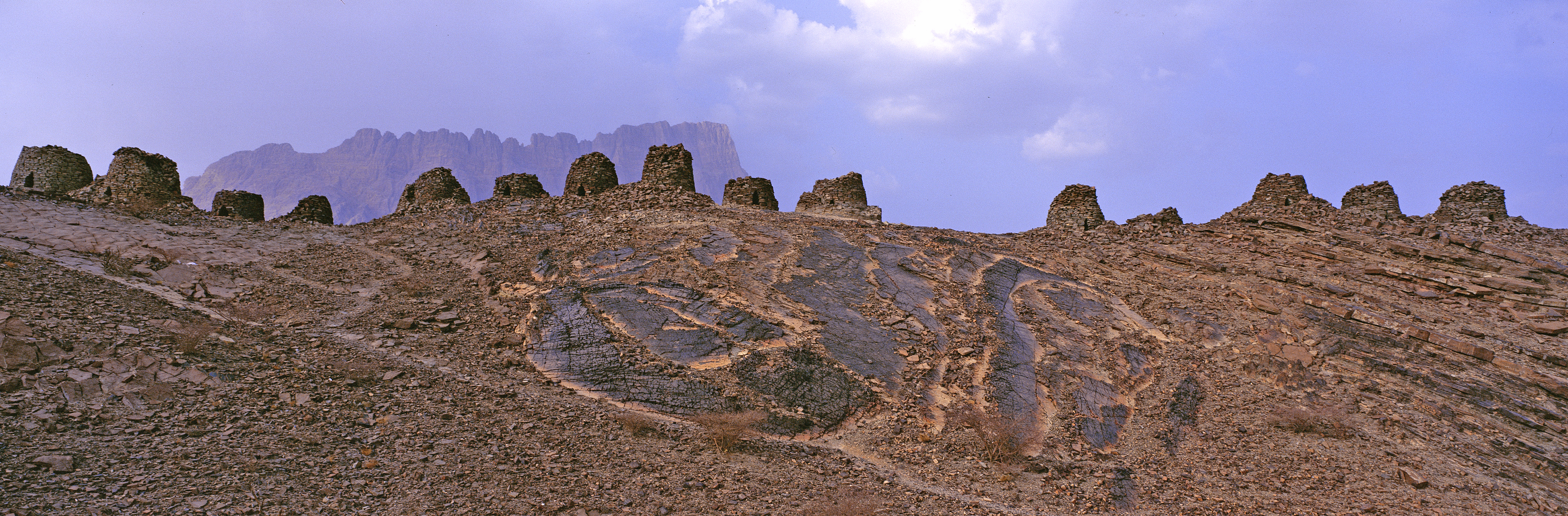
Graven